# Marianna Sastin
Marianna Sastin (Mosonmagyaróvár, 10 de juliol de 1983) és una esportista hongaresa que competeix en lluita estil lliure, guanyadora de 4 medalles al Campionat Mundial de Lluita entre els anys 2005 i 2013, i 5 medalles al Campionat Europeu de Lluita entre els anys 2006 i 2016.
Als Jocs Europeus de Bakú 2015 va obtenir la medalla d'or en la categoria de 60 kg.

## Palmarès internacional
| Campionat Mundial | Campionat Mundial    | Campionat Mundial | Campionat Mundial |
| Any               | Lloc                 | Medalla           | Categoria         |
| ----------------- | -------------------- | ----------------- | ----------------- |
| 2005              | Budapest ( Hongria)  | 2                 | Lliure 59 kg      |
| 2009              | Herning ( Dinamarca) | 3                 | Lliure 59 kg      |
| 2011              | Istanbul ( Turquia)  | 2                 | Lliure 63 kg      |
| 2013              | Budapest ( Hongria)  | 1                 | Lliure 59 kg      |
| Jocs Europeus     |                      |                   |                   |
| Any               | Lloc                 | Medalla           | Categoria         |
| 2015              | Bakú ( Azerbaidjan)  | 1                 | Lliure 60 kg      |
| Campionat Europeu |                      |                   |                   |
| Any               | Lloc                 | Medalla           | Categoria         |
| 2006              | Moscou ( Rússia)     | 3                 | Lliure 59 kg      |
| 2007              | Sofia ( Bulgària)    | 2                 | Lliure 59 kg      |
| 2008              | Tampere ( Finlàndia) | 3                 | Lliure 63 kg      |
| 2010              | Bakú ( Azerbaidjan)  | 3                 | Lliure 59 kg      |
| 2016              | Riga ( Letònia)      | 3                 | Lliure 63 kg      |